# Charity Hufnagel
Charity Hufnagel (* 18. Juni 2001 als Charity Griffith) ist eine US-amerikanische Leichtathletin, die sich auf den Hochsprung spezialisiert hat.

## Leben
Charity Hufnagel wuchs im indianischen Rushville auf und absolvierte ein Studium an der Ball State University, ehe sie an die University of Kansas wechselte. 2023 wurde sie NCAA-Collegemeisterin im Hochsprung und 2025 sammelte sie erste internationale Erfahrungen, als sie bei den Hallenweltmeisterschaften in Nanjing mit übersprungenen 1,92 m den fünften Platz belegte. 
2024 wurde Hufnagel US-amerikanische Meisterin im Hochsprung.